# Victor Ekenman
Victor Nils Ekenman i riksdagen kallad Ekenman i Ulricehamn och Ekenman i Karlshamn, född 14 februari 1842 i Bankeryds socken, död 10 oktober 1914 på Karlshamns lasarett, var en svensk häradshövding och riksdagsman.
Ekenman var häradshövding i Bräkne domsaga i Blekinge län från 1886. I riksdagen var han ledamot av andra kammaren 1879–1884 för valkretsen Borås, Alingsås och Ulricehamn samt 1894–1896 för valkretsen Karlshamn, Sölvesborg och Ronneby. Han tillhörde första kammaren 1884–1893, invald i Älvsborgs läns valkrets.